# Тернопільський Валерій Валерійович
Вале́рій Вале́рійович Тернопільський (26 вересня 1991 — 10 червня 2016) — солдат Збройних сил України, учасник російсько-української війни.

## Життєпис
Народився 1991 року в селищі Донське Волноваського району Донецької області.
В часі війни — солдат, стрілець—помічник гранатометника, 53-тя окрема механізована бригада.
Загинув 10 червня 2016 року під час обстрілу взводного опорного пункту поблизу смт. Зайцеве Горлівської міської ради.
Похований в смт Донське.

## Нагороди та вшанування
За особисту мужність, сумлінне та бездоганне служіння Українському народові, зразкове виконання військового обов'язку відзначений — нагороджений
- орденом «За мужність» ІІІ ступеня (25.11.2016, посмертно)[1]